# لیگ قهرمانان آسیا ۲۰۱۹
لیگ قهرمانان آسیا ۲۰۱۹ سی و هشتمین دورهٔ مسابقات باشگاهی قهرمانی آسیا و هفدهمین دوره تحت عنوان لیگ قهرمانان آسیا که توسط کنفدراسیون فوتبال آسیا برگزار شد.
تیم الهلال عربستان سعودی با غلبه بر تیم اوراوا رد دایموندز ژاپن در فینال مسابقات برای سومین بار قهرمان این دوره از رقابت‌ها شد و به مسابقات جام باشگاه‌های جهان ۲۰۱۹ راه یافت.

## نحوه محاسبه سهمیه کشورها
کمیته مسابقات ای‌اف‌سی پیشنهاد اصلاح مسابقات باشگاه‌های ای‌اف‌سی را در ۲۵ ژانویه ۲۰۱۴، که توسط کمیته اجرایی ای‌اف‌سی در تاریخ ۱۶ آوریل ۲۰۱۵ تصویب شد ارائه داد. این دو کمیته سهمیه‌های در نظر گرفته شده ۴۶ فدراسیون عضو ای‌اف‌سی (به استثنای اعضای وابسته جزایر ماریانای شمالی) بر اساس عملکرد تیم ملی و باشگاه‌های خود در چهار سال گذشته در مسابقات ای‌اف‌سی و همچنین با توجه به رتبه‌بندی ای‌اف‌سی در سال ۲۰۱۷، را برای فدراسیون‌ها جهت حضور در لیگ قهرمانان آسیا در سال‌های ۲۰۱۷ و ۲۰۱۸ با شرایط زیر تعیین کردند:
- این فدراسیون‌ها به دو منطقه تقسیم می‌شوند:
  - منطقه غرب تشکیل شده از فدراسیون فوتبال غرب آسیا (WAFF)، فدراسیون فوتبال آسیای مرکزی (CAFA) و فدراسیون فوتبال جنوب آسیا (SAFF).
  - منطقه شرق تشکیل شده از فدراسیون فوتبال آسه‌آن (AFF)، و فدراسیون فوتبال شرق آسیا (EAFF).
- هر منطقه، چهار گروه چهار تیمه در مرحله گروهی که ۱۲ سهمیه مستقیم و چهار سهمیه دیگر آن به صورت پلی-آف انتخاب می‌شوند را شامل می‌شوند.
- ۱۲ کنفدراسیون برتر در هر منطقه به ترتیب رتبه‌بندی ای‌اف‌سی، تا زمانی‌که معیارهای صدور مجوز توسط ای‌اف‌سی را رعایت کنند واجد شرایط برای ورود به لیگ قهرمانان آسیا می‌باشند.
- شش فدراسیون برتر در هر منطقه حداقل یک سهمیه مستقیم در مرحله گروهی را دریافت می‌کنند، این در حالیست که سایر فدراسیون‌ها فقط سهمیه بازی پلی-آف را دریافت می‌کنند: امارات - کره جنوبی - چین - عربستان - ژاپن - قطر - ایران - استرالیا - ازبکستان - تایلند - عراق - مالزی
  - فدراسیون‌هایی که در مکان نخست و دوم رتبه‌بندی قرار دارند، سه سهمیه مستقیم و یک سهمیه پلی-آف را کسب می‌کنند (در پلی-آف اصلی): امارات - کره جنوبی - چین - عربستان
  - فدراسیون‌هایی که در مکان سوم رتبه‌بندی قرار دارند، دو سهمیه مستقیم و دو سهمیه پلی-آف را کسب می‌کنند (هر دو در پلی-آف اصلی): ژاپن - قطر
  - فدراسیون‌هایی که در مکان چهارم رتبه‌بندی قرار دارند، دو سهمیه مستقیم و دو سهمیه پلی-آف را کسب می‌کنند (هر دو در پلی-آف مقدماتی ۲): ایران - استرالیا
  - فدراسیون‌هایی که در مکان پنجم رتبه‌بندی قرار دارند، یک سهمیه مستقیم و دو سهمیه پلی-آف را کسب می‌کنند (هر دو در پلی-آف مقدماتی ۲): ازبکستان - تایلند
  - فدراسیون‌هایی که در مکان ششم رتبه‌بندی قرار دارند، یک سهمیه مستقیم و یک سهمیه پلی-آف را کسب می‌کنند (در پلی-آف مقدماتی ۲): عراق - مالزی
  - فدراسیون‌هایی که در مکان هفتم تا دوازدهم رتبه‌بندی قرار دارند، هر کدام یک سهمیه پلی-آف را کسب می‌کنند (در پلی-آف مقدماتی ۱):تاجیکستان - هنگ کنگ - هند - ویتنام - فیلیپین - اردن - سنگاپور - کویت - اندونزی - میانمار
- حداکثر تعداد سهمیه‌ها برای هر فدراسیون یک سوم کل تعداد باشگاه‌های بالا می‌باشد.
- در صورتی‌که فدراسیونی به هر دلیلی سهمیه‌های مستقیم خود را از دست دهد، سهمیه‌های آن فدراسیون بین فدراسیون‌های بالاتر با در نظر گرفتن اینکه هر کشوری حداکثر سه سهمیه مستقیم خواهد داشت، تقسیم می‌شود.
- در صورتی‌که فدراسیونی به هر دلیلی سهمیه‌های پلی-آف خود را از دست دهد، سهمیه‌های آن فدراسیون حذف شده و بین هیچ فدراسیونی تقسیم نخواهد شد: سوریه - بحرین

برای لیگ قهرمانان آسیا ۲۰۱۹، فدراسیون‌ها بر اساس رتبه‌بندی فدراسیون خود که در تاریخ ۱ دسامبر ۲۰۱۷ منتشره شده بود٬ شرایط سهمیه‌های اختصاص‌یافته به خود را دریافت کردند، که به عملکرد آن‌ها در لیگ قهرمانان آسیا، ای‌اف‌سی کاپ و همچنین تیم ملی فوتبال خود در رتبه‌بندی جهانی فیفا، طی سال‌های ۲۰۱۴ تا ۲۰۱۷ بستگی داشته‌است.
| شرکت‌کنندگان در لیگ قهرمانان آسیا ۲۰۱۸ | شرکت‌کنندگان در لیگ قهرمانان آسیا ۲۰۱۸ |
| ------------------------------------- | ------------------------------------- |
|                                       | کسب حدنصاب سهمیه                      |
|                                       | عدم کسب حدنصاب سهمیه                  |

| رتبه در  | رتبه در  | اعضاء فدراسیون    | امتیاز   | سهمیه‌ها     | سهمیه‌ها | سهمیه‌ها | سهمیه‌ها |
| رتبه در  | رتبه در  | اعضاء فدراسیون    | امتیاز   | مرحله گروهی | پلی-آف  | پلی-آف  | پلی-آف  |
| منطقه    | کل       | اعضاء فدراسیون    | امتیاز   | مرحله گروهی | اصلی    | دور ۲   | دور ۱   |
| -------- | -------- | ----------------- | -------- | ----------- | ------- | ------- | ------- |
| ۱        | ۱        | امارات متحدهٔ عربی | ۹۵٫۹۴۰   | ۳           | ۱       | ۰       | ۰       |
| ۲        | ۴        | عربستان سعودی     | ۸۴٫۲۶۹   | ۳           | ۱       | ۰       | ۰       |
| ۳        | ۶        | قطر               | ۸۲٫۴۰۷   | ۲           | ۲       | ۰       | ۰       |
| ۴        | ۷        | ایران             | ۷۱٫۸۵۱   | ۲           | ۰       | ۲       | ۰       |
| ۵        | ۹        | ازبکستان          | ۴۳٫۳۰۵   | ۱           | ۰       | ۲       | ۰       |
| ۶        | ۱۱       | عراق              | ۴۲٫۱۴۱   | ۱           | ۰       | ۱       | ۰       |
| ۷        | ۱۲       | تاجیکستان         | ۳۰٫۷۲۵   | ۰           | ۰       | ۰       | ۱       |
| ۸        | ۱۵       | هند               | ۲۹٫۲۹۱   | ۰           | ۰       | ۰       | ۱       |
| ۹        | ۱۶       | سوریه             | ۲۸٫۹۸۳   | ۰           | ۰       | ۰       | ۰       |
| ۱۰       | ۱۸       | اردن              | ۲۵٫۶۴۹   | ۰           | ۰       | ۰       | ۱       |
| ۱۱       | ۱۹       | کویت              | ۲۴٫۷۹۸   | ۰           | ۰       | ۰       | ۱       |
| ۱۲       | ۲۰       | بحرین             | ۲۴٫۳۳۷   | ۰           | ۰       | ۰       | ۰       |
| در مجموع | در مجموع | در مجموع          | در مجموع | ۱۲          | ۴       | ۷       | ۲       |
| در مجموع | در مجموع | در مجموع          | در مجموع | ۱۲          | ۱۳      |         |         |
| در مجموع | در مجموع | در مجموع          | در مجموع | ۲۵          |         |         |         |

| رتبه در  | رتبه در  | اعضاء فدراسیون        | امتیاز   | سهمیه‌ها     | سهمیه‌ها | سهمیه‌ها | سهمیه‌ها |
| رتبه در  | رتبه در  | اعضاء فدراسیون        | امتیاز   | مرحله گروهی | پلی-آف  | پلی-آف  | پلی-آف  |
| منطقه    | کل       | اعضاء فدراسیون        | امتیاز   | مرحله گروهی | اصلی    | دور ۲   | دور ۱   |
| -------- | -------- | --------------------- | -------- | ----------- | ------- | ------- | ------- |
| ۱        | ۲        | کرهٔ جنوبی             | ۸۷٫۴۸۰   | ۳           | ۱       | ۰       | ۰       |
| ۲        | ۳        | چین                   | ۸۶٫۶۷۱   | ۳           | ۱       | ۰       | ۰       |
| ۳        | ۵        | ژاپن                  | ۸۳٫۴۶۴   | ۲           | ۲       | ۰       | ۰       |
| ۴        | ۸        | استرالیا[ی. استرالیا] | ۶۴٫۷۵۲   | ۲           | ۰       | ۱       | ۰       |
| ۵        | ۱۲       | تایلند                | ۴۲٫۵۶۸   | ۱           | ۰       | ۲       | ۰       |
| ۶        | ۱۴       | مالزی                 | ۲۹٫۵۶۶   | ۱           | ۰       | ۱       | ۰       |
| ۷        | ۱۴       | هنگ‌کنگ                | ۲۹٫۳۰۰   | ۰           | ۰       | ۱       | ۰       |
| ۸        | ۱۷       | ویتنام                | ۲۷٫۴۲۶   | ۰           | ۰       | ۱       | ۰       |
| ۹        | ۲۱       | فیلیپین               | ۲۱٫۴۰۵   | ۰           | ۰       | ۰       | ۱       |
| ۱۰       | ۲۳       | سنگاپور               | ۱۷٫۰۸۴   | ۰           | ۰       | ۰       | ۱       |
| ۱۱       | ۲۴       | اندونزی               | ۱۶٫۸۷۱   | ۰           | ۰       | ۰       | ۱       |
| ۱۲       | ۲۵       | میانمار               | ۱۴٫۷۵۳   | ۰           | ۰       | ۰       | ۱       |
| در مجموع | در مجموع | در مجموع              | در مجموع | ۱۲          | ۴       | ۶       | ۴       |
| در مجموع | در مجموع | در مجموع              | در مجموع | ۱۲          | ۱۴      |         |         |
| در مجموع | در مجموع | در مجموع              | در مجموع | ۲۶          |         |         |         |

یادداشت‌ها
1. ^ استرالیا (AUS): شرایطی که در بخش بالا توسط فدراسیون فوتبال استرالیا ارائه شده نشان می‌دهد که با توجه به اینکه در لیگ استرالیا، ای-لیگ در فصل ۱۸–۲۰۱۷ تنها ۹ تیم حضور داشتند پس تنها می‌تواند ۳ تیم را روانه مسابقات کند.

## تیم‌ها
در جدول زیر، تعداد حضور و آخرین حضور تیم‌ها تنها از فصل ۰۳–۲۰۰۲ (شامل مرحله انتخابی)، یعنی از زمانی که تورنمنت به لیگ قهرمانان آسیا تغییر نام داد، شمارش می‌شود.
| تیم                                             | نحوه صعود                                                                   | تعداد حضور                                      | آخرین حضور                                      |
| صعودکنندگان مستقیم به مرحله گروهی (گروه A تا D) | صعودکنندگان مستقیم به مرحله گروهی (گروه A تا D)                             | صعودکنندگان مستقیم به مرحله گروهی (گروه A تا D) | صعودکنندگان مستقیم به مرحله گروهی (گروه A تا D) |
| ----------------------------------------------- | --------------------------------------------------------------------------- | ----------------------------------------------- | ----------------------------------------------- |
| العین                                           | قهرمان لیگ حرفه‌ای امارات ۱۸–۲۰۱۷ قهرمان جام ریاست جمهوری ۱۸–۲۰۱۷            | ۱۴                                              | ۲۰۱۸                                            |
| الوحده                                          | نایب‌قهرمان لیگ حرفه‌ای امارات ۱۸–۲۰۱۷                                        | ۱۰                                              | ۲۰۱۸                                            |
| الوصل                                           | مقام سوم لیگ حرفه‌ای امارات ۱۷–۲۰۱۶                                          | ۳                                               | ۲۰۱۸                                            |
| الهلال                                          | قهرمان لیگ حرفه‌ای سعودی ۱۸–۲۰۱۷                                             | ۱۵                                              | ۲۰۱۸                                            |
| الاتحاد                                         | قهرمان جام پادشاهی عربستان ۲۰۱۸                                             | ۱۱                                              | ۲۰۱۶                                            |
| الاهلی                                          | نایب‌قهرمان لیگ حرفه‌ای سعودی ۱۸–۲۰۱۷                                         | ۱۴                                              | ۲۰۱۸                                            |
| الدحیل                                          | قهرمان لیگ ستارگان قطر ۱۸–۲۰۱۷ قهرمان جام امیر قطر ۲۰۱۸                     | ۸                                               | ۲۰۱۸                                            |
| السد                                            | نایب‌قهرمان لیگ ستارگان قطر ۱۸–۲۰۱۷                                          | ۱۴                                              | ۲۰۱۸                                            |
| پرسپولیس                                        | قهرمان لیگ برتر فوتبال ایران ۹۷–۱۳۹۶ قهرمان سوپر جام فوتبال ایران ۱۳۹۷      | ۸                                               | ۲۰۱۸                                            |
| استقلال                                         | قهرمان جام حذفی فوتبال ایران ۹۷–۱۳۹۶ مقام سوم لیگ برتر فوتبال ایران ۹۷–۱۳۹۶ | ۱۰                                              | ۲۰۱۸                                            |
| لوکوموتیو تاشکند                                | قهرمان لیگ ازبک ۲۰۱۷                                                        | ۷                                               | ۲۰۱۸                                            |
| الزورا                                          | قهرمان لیگ برتر فوتبال عراق ۲۰۱۸                                            | ۴                                               | ۲۰۰۷                                            |
| شرکت کنندگان در مرحله مقدماتی پلی‌آف             |                                                                             |                                                 |                                                 |
| واردشدگان به مرحله پلی‌آف                        |                                                                             |                                                 |                                                 |
| النصر                                           | مقام چهارم لیگ حرفه‌ای امارات ۱۸–۲۰۱۷                                        | ۴                                               | ۲۰۱۶                                            |
| النصر                                           | مقام چهارم لیگ حرفه‌ای سعودی ۱۸–۲۰۱۷                                         | ۴                                               | ۲۰۱۶                                            |
| الریان                                          | مقام سوم لیگ ستارگان قطر ۱۸–۲۰۱۷                                            | ۹                                               | ۲۰۱۸                                            |
| الغرافه                                         | مقام چهارم لیگ ستارگان قطر ۱۸–۲۰۱۷                                          | ۱۰                                              | ۲۰۱۸                                            |
| واردشدگان به مقدماتی دور ۲                      |                                                                             |                                                 |                                                 |
| ذوب‌آهن                                          | نایب‌قهرمان لیگ برتر فوتبال ایران ۹۷–۱۳۹۶                                    | ۸                                               | ۲۰۱۸                                            |
| سایپا                                           | مقام چهارم لیگ برتر فوتبال ایران ۹۷–۱۳۹۶                                    | ۲                                               | ۲۰۰۸                                            |
| آلمالیق                                         | قهرمان جام ازبک ۲۰۱۸                                                        | ۱                                               | -                                               |
| پاختاکور                                        | نایب‌قهرمان لیگ ازبک ۲۰۱۷                                                    | ۱۵                                              | ۲۰۱۸                                            |
| نیروی هوایی                                     | نایب‌قهرمان لیگ برتر فوتبال عراق ۲۰۱۸                                        | ۲                                               | ۲۰۰۸                                            |
| استقلال                                         | قهرمان لیگ عالی تاجیکستان ۲۰۱۸                                              | ۱                                               | -                                               |
| مینروا پنجاب                                    | قهرمان آی-لیگ ۱۸–۲۰۱۷                                                       | ۱                                               | -                                               |
| واردشدگان به مقدماتی دور ۱                      |                                                                             |                                                 |                                                 |
| الوحدات                                         | قهرمان لیگ برتر فوتبال اردن ۱۸–۲۰۱۷                                         | ۵                                               | ۲۰۱۷                                            |
| الکویت                                          | قهرمان لیگ برتر فوتبال کویت ۱۸–۲۰۱۷                                         | ۶                                               | ۲۰۱۴                                            |

| تیم                                             | نحوه صعود                                       | تعداد حضور                                      | آخرین حضور                                      |
| صعودکنندگان مستقیم به مرحله گروهی (گروه E تا H) | صعودکنندگان مستقیم به مرحله گروهی (گروه E تا H) | صعودکنندگان مستقیم به مرحله گروهی (گروه E تا H) | صعودکنندگان مستقیم به مرحله گروهی (گروه E تا H) |
| ----------------------------------------------- | ----------------------------------------------- | ----------------------------------------------- | ----------------------------------------------- |
| چونبوک هیوندای موتورز                           | قهرمان کی‌لیگ کلاسیک ۲۰۱۸                        | ۱۲                                              | ۲۰۱۸                                            |
| دائجو                                           | قهرمان اف ای کاپ کره جنوبی ۲۰۱۸                 | ۱                                               | -                                               |
| ژیونگنام                                        | نایب‌قهرمان کی‌لیگ کلاسیک ۲۰۱۸                    | ۱                                               | -                                               |
| اس‌آی‌پی‌جی                                        | قهرمان سوپر لیگ چین ۲۰۱۸                        | ۴                                               | ۲۰۱۸                                            |
| بیجینگ گوان                                     | قهرمان جام حذفی فوتبال چین ۲۰۱۸                 | ۸                                               | ۲۰۱۵                                            |
| گوانگ‌ژو اورگراند                                | نایب‌قهرمان سوپر لیگ چین ۲۰۱۸                    | ۸                                               | ۲۰۱۸                                            |
| کاوازاکی فرونتال                                | قهرمان جی۱لیگ ۲۰۱۸                              | ۷                                               | ۲۰۱۸                                            |
| اوراوا رد دایموندز                              | قهرمان جام امپراتور ۲۰۱۸                        | ۷                                               | ۲۰۱۷                                            |
| سیدنی                                           | قهرمان ای-لیگ ۱۸–۲۰۱۷                           | ۵                                               | ۲۰۱۸                                            |
| ملبورن ویکتوری                                  | قهرمان گرند فینال ای-لیگ ۲۰۱۸                   | ۷                                               | ۲۰۱۸                                            |
| بوریرام یونایتد                                 | قهرمان تای‌لیگ ۲۰۱۸                              | ۸                                               | ۲۰۱۸                                            |
| جوهور دارالتعظیم                                | قهرمان لیگا سوپر ۲۰۱۸                           | ۵                                               | ۲۰۱۸                                            |
| شرکت کنندگان در مرحله مقدماتی پلی‌آف             |                                                 |                                                 |                                                 |
| واردشدگان به مرحله پلی‌آف                        |                                                 |                                                 |                                                 |
| اولسان هیوندای                                  | مقام سوم کی‌لیگ کلاسیک ۲۰۱۸                      | ۷                                               | ۲۰۱۸                                            |
| شاندونگ لیونگ                                   | مقام سوم سوپر لیگ چین ۲۰۱۸                      | ۹                                               | ۲۰۱۶                                            |
| سانفریس هیروشیما                                | نایب‌قهرمان جی۱لیگ ۲۰۱۸                          | ۵                                               | ۲۰۱۶                                            |
| کاشیما آنتلرز                                   | مقام سوم جی۱لیگ ۲۰۱۸                            | ۹                                               | ۲۰۱۸                                            |
| واردشدگان به مقدماتی دور ۲                      |                                                 |                                                 |                                                 |
| نیوکاسل جتس                                     | نایب‌قهرمان ای-لیگ ۱۸–۲۰۱۷                       | ۲                                               | ۲۰۰۹                                            |
| چیانگ‌ری یونایتد                                 | قهرمان اف‌ای کاپ تایلند ۲۰۱۸                     | ۲                                               | ۲۰۱۸                                            |
| بانکوک یونایتد                                  | نایب‌قهرمان تای‌لیگ ۲۰۱۸                          | ۳                                               | ۲۰۱۷                                            |
| پراک                                            | نایب‌قهرمان لیگا سوپر ۲۰۱۸                       | ۱                                               | -                                               |
| کیتچی                                           | قهرمان لیگ برتر فوتبال هنگ کنگ ۱۸–۲۰۱۷          | ۵                                               | ۲۰۱۸                                            |
| هانوی                                           | نایب‌قهرمان لیگ فوتبال ویتنام ۲۰۱۸               | ۵                                               | ۲۰۱۷                                            |
| واردشدگان به مقدماتی دور ۱                      |                                                 |                                                 |                                                 |
| سئرس نیگروس                                     | قهرمان لیگ فوتبال فیلیپین ۲۰۱۷                  | ۱                                               | -                                               |
| هوم یونایتد                                     | نایب‌قهرمان لیگ برتر سنگاپور ۲۰۱۸                | ۲                                               | ۰۳–۲۰۰۲                                         |
| پرسیجا جاکارتا                                  | قهرمان لیگ ۱ اندونزی ۲۰۱۸                       | ۱                                               | -                                               |
| یانگون یونایتد                                  | قهرمان لیگ فوتبال ملی میانمار ۲۰۱۸              | ۲                                               | ۲۰۱۶                                            |

## زمان‌بندی
جدول زمان‌بندی مسابقات.
| مرحله       | دور         | زمان قرعه‌کشی    | بازی رفت        | بازی برگشت         |
| ----------- | ----------- | --------------- | --------------- | ------------------ |
| مقدماتی     | دور اول     | بدون قرعه‌کشی    | ۵ فوریه ۲۰۱۹    | ۵ فوریه ۲۰۱۹       |
| مقدماتی     | دور دوم     | بدون قرعه‌کشی    | ۱۲ فوریه ۲۰۱۹   | ۱۲ فوریه ۲۰۱۹      |
| پلی‌آف       | مرحله پلی‌آف | بدون قرعه‌کشی    | ۱۹ فوریه ۲۰۱۹   | ۱۹ فوریه ۲۰۱۹      |
| مرحله گروهی | روز اول     | ۲۲ نوامبر ۲۰۱۸  | ۴–۶ مارس ۲۰۱۹   | ۴–۶ مارس ۲۰۱۹      |
| مرحله گروهی | روز دوم     | ۲۲ نوامبر ۲۰۱۸  | ۱۱–۱۳مارس ۲۰۱۹  | ۱۱–۱۳مارس ۲۰۱۹     |
| مرحله گروهی | روز سوم     | ۲۲ نوامبر ۲۰۱۸  | ۸–۱۰ آوریل۲۰۱۹  | ۸–۱۰ آوریل۲۰۱۹     |
| مرحله گروهی | روز چهارم   | ۲۲ نوامبر ۲۰۱۸  | ۲۲–۲۴ آوریل۲۰۱۹ | ۲۲–۲۴ آوریل۲۰۱۹    |
| مرحله گروهی | روز پنجم    | ۲۲ نوامبر ۲۰۱۸  | ۶–۸ مه۲۰۱۹      | ۶–۸ مه۲۰۱۹         |
| مرحله گروهی | روز ششم     | ۲۲ نوامبر ۲۰۱۸  | ۲۲ مه ۲۰۱۹      | ۲۲ مه ۲۰۱۹         |
| مرحله حذفی  | یک شانزدهم  | ۲۲ نوامبر ۲۰۱۸  | ۱۷–۱۹ ژوئن ۲۰۱۹ | ۲۴–۲۶ ژوئن ۲۰۱۹    |
| مرحله حذفی  | یک‌هشتم      | ژوئن/ژوئیه ۲۰۱۹ | ۲۶–۲۸ اوت ۲۰۱۹  | ۱۶–۱۸ سپتامبر ۲۰۱۹ |
| مرحله حذفی  | نیمه‌نهایی   | ژوئن/ژوئیه ۲۰۱۹ | ۱–۲ اکتبر ۲۰۱۹  | ۲۲–۲۳ اکتبر ۲۰۱۹   |
| مرحله حذفی  | فینال       | ژوئن/ژوئیه ۲۰۱۹ | ۹ نوامبر ۲۰۱۹   | ۲۴ نوامبر ۲۰۱۹     |

## مرحله انتخابی
در این مرحله ۲۷ تیم در دو منطقه شرق و غرب آسیا در سه دور با هم به رقابت خواهند پرداخت. تیم‌ها یک بازی فرصت دارند تا با برد به مرحله بعد صعود کنند. ۸ تیم برنده به مرحله گروهی لیگ قهرمانان آسیا ۲۰۱۹ وارد می‌شوند و همه تیم‌ها بازنده به مرحله گروهی ای‌اف‌سی کاپ ۲۰۱۹، دومین لیگ معتبر آسیا وارد می‌شوند.

### مرحله ۱
| تیم ۱       | نتیجه     | تیم ۲          |
| منطقه غرب   | منطقه غرب | منطقه غرب      |
| ----------- | --------- | -------------- |
| الوحدات     | ۲–۳       | الکویت         |
| منطقه شرق   |           |                |
| سئرس نیگروس | ۱–۲       | یانگون یونایتد |
| هوم یونایتد | ۱–۳       | پرسیجا جاکارتا |

### مرحله ۲
| تیم ۱           | نتیجه              | تیم ۲          |
| منطقه غرب       | منطقه غرب          | منطقه غرب      |
| --------------- | ------------------ | -------------- |
| پاختاکور تاشکند | ۲–۱                | نیروی هوایی    |
| آلمالیق         | ۴–۲                | استقلال دوشنبه |
| سایپا           | ۴–۰                | مینروا پنجاب   |
| ذوب‌آهن          | ۱–۰ (و.ا.)         | الکویت         |
| منطقه شرق       |                    |                |
| پراک            | ۱–۱ (و.ا.) (۶–۵ پ) | کیتچی          |
| بانکوک          | ۰–۱                | هانوی          |
| چیانگ‌ری یونایتد | ۳–۱                | یانگون یونایتد |
| نیوکاسل جتز     | ۳–۱ (و.ا.)         | پرسیجا جاکارتا |

### مرحله ۳
| تیم ۱            | نتیجه              | تیم ۲           |
| منطقه غرب        | منطقه غرب          | منطقه غرب       |
| ---------------- | ------------------ | --------------- |
| النصر            | ۱–۲                | پاختاکور تاشکند |
| النصر            | ۴–۰                | آلمالیق         |
| الریان           | ۳–۱                | سایپا           |
| الغرافه          | ۲–۳                | ذوب‌آهن          |
| منطقه شرق        |                    |                 |
| اولسان هیوندای   | ۵–۱                | پراک            |
| شاندونگ لیونگ    | ۴–۱                | هانوی           |
| سانفریس هیروشیما | ۰–۰ (و.ا.) (۴–۳ پ) | چیانگ‌ری یونایتد |
| کاشیما آنتلرز    | ۴–۱                | نیوکاسل جتز     |

## مرحله گروهی

### گروه A
| تیم    | بازی | برد | مساوی | باخت | گل‌زده | گل‌خورده | تفاضل‌گل | امتیاز |
| ------ | ---- | --- | ----- | ---- | ----- | ------- | ------- | ------ |
| ذوب‌آهن | ۶    | ۳   | ۳     | ۰    | ۱۰    | ۵       | ۵+      | ۱۲     |
| النصر  | ۶    | ۳   | ۱     | ۲    | ۱۱    | ۷       | ۴+      | ۱۰     |
| الزورا | ۶    | ۲   | ۲     | ۲    | ۱۴    | ۹       | ۵+      | ۸      |
| الوصل  | ۶    | ۱   | ۰     | ۵    | ۴     | ۱۸      | ۱۴–     | ۳      |

|        | الوصل | الزورا | ذوب‌آهن | النصر |
| ------ | ----- | ------ | ------ | ----- |
| الوصل  | —     | ۵–۱    | ۳–۱    | ۱–۰   |
| الزورا | ۵–۰   | —      | ۲–۲    | ۲–۱   |
| ذوب‌آهن | ۰–۲   | ۰–۰    | —      | ۰–۰   |
| النصر  | ۱–۳   | ۱–۴    | ۲–۳    | —     |

### گروه B
| تیم       | بازی | برد | مساوی | باخت | گل‌زده | گل‌خورده | تفاضل‌گل | امتیاز |
| --------- | ---- | --- | ----- | ---- | ----- | ------- | ------- | ------ |
| الوحده    | ۶    | ۴   | ۱     | ۱    | ۱۴    | ۹       | ۵+      | ۱۳     |
| الاتحاد   | ۶    | ۳   | ۲     | ۱    | ۱۳    | ۹       | ۴+      | ۱۱     |
| لوکوموتیو | ۶    | ۲   | ۱     | ۳    | ۱۰    | ۱۱      | ۱-      | ۷      |
| الریان    | ۶    | ۱   | ۰     | ۵    | ۹     | ۱۷      | ۸–      | ۳      |

|           | الاتحاد | الوحده | لوکوموتیو | الریان |
| --------- | ------- | ------ | --------- | ------ |
| الاتحاد   | —       | ۱-۱    | ۳–۲       | ۵–۱    |
| الوحده    | ۴–۱     | —      | ۱-۳       | ۳-۴    |
| لوکوموتیو | ۱-۱     | ۲–۰    | —         | ۲-۳    |
| الریان    | ۲-۰     | ۱–۲    | ۲–۱       | —      |

### گروه C
| تیم     | بازی | برد | مساوی | باخت | گل‌زده | گل‌خورده | تفاضل‌گل | امتیاز |
| ------- | ---- | --- | ----- | ---- | ----- | ------- | ------- | ------ |
| الهلال  | ۶    | ۴   | ۱     | ۱    | ۱۰    | ۵       | ۵+      | ۱۳     |
| الدحیل  | ۶    | ۲   | ۳     | ۱    | ۱۱    | ۸       | ۳+      | ۹      |
| استقلال | ۶    | ۲   | ۲     | ۲    | ۶     | ۸       | ۲–      | ۸      |
| العین   | ۶    | ۰   | ۲     | ۴    | ۴     | ۱۰      | ۶–      | ۲      |

|         | الدحیل | الهلال | العین | استقلال |
| ------- | ------ | ------ | ----- | ------- |
| الدحیل  | —      | ۲-۲    | ۲-۲   | ۳–۰     |
| الهلال  | ۳–۱    | —      | ۰-۲   | ۰-۱     |
| العین   | ۲-۰    | ۰–۱    | —     | ۲-۱     |
| استقلال | ۱-7    | ۱-9    | ۱–۱   | —       |

### گروه D
| تیم      | بازی | برد | مساوی | باخت | گل‌زده | گل‌خورده | تفاضل‌گل | امتیاز |
| -------- | ---- | --- | ----- | ---- | ----- | ------- | ------- | ------ |
| السد     | ۶    | ۳   | ۱     | ۲    | ۷     | ۸       | ۱-      | ۱۰     |
| الاهلی   | ۶    | ۳   | ۰     | ۳    | ۷     | ۷       | ۰       | ۹      |
| پاختاکور | ۶    | ۲   | ۲     | ۲    | ۷     | ۷       | ۰       | ۸      |
| پرسپولیس | ۶    | ۲   | ۱     | ۳    | ۶     | ۵       | ۱+      | ۷      |

|          | پرسپولیس | السد | الاهلی | پاختاکور |
| -------- | -------- | ---- | ------ | -------- |
| پرسپولیس | —        | ۰-۲  | ۲–۰    | ۱–۱      |
| السد     | ۱–۰      | —    | ۱-۲    | ۱-۲      |
| الاهلی   | ۱-۲      | ۲–۰  | —      | ۱-۲      |
| پاختاکور | ۰-۱      | ۲–۲  | ۱–۰    | —        |

### گروه E
| تیم              | بازی | برد | مساوی | باخت | گل‌زده | گل‌خورده | تفاضل‌گل | امتیاز |
| ---------------- | ---- | --- | ----- | ---- | ----- | ------- | ------- | ------ |
| شاندونگ لیونگ    | ۶    | ۳   | ۲     | ۱    | ۱۰    | ۸       | ۲+      | ۱۱     |
| کاشیما آنتلرز    | ۶    | ۳   | ۱     | ۲    | ۹     | ۸       | ۱+      | ۱۰     |
| جیونگنام         | ۶    | ۲   | ۲     | ۲    | ۹     | ۸       | ۱+      | ۸      |
| جوهور دارالتعظیم | ۶    | ۱   | ۱     | ۴    | ۴     | ۸       | ۴–      | ۴      |

|           | جیونگنام | جوهور.د | کاشیما | شاندونگ.ل |
| --------- | -------- | ------- | ------ | --------- |
| جیونگنام  | —        | ۰-۲     | ۳-۲    | ۲–۲       |
| جوهور.د   | ۱–۱      | —       | ۰-۱    | ۱-۰       |
| کاشیما    | ۱-۰      | ۲–۱     | —      | ۱-۲       |
| شاندونگ.ل | ۱-۲      | ۱-۲     | ۲–۲    | —         |

### گروه F
| تیم              | بازی | برد | مساوی | باخت | گل‌زده | گل‌خورده | تفاضل‌گل | امتیاز |
| ---------------- | ---- | --- | ----- | ---- | ----- | ------- | ------- | ------ |
| سانفریس هیروشیما | ۶    | ۵   | ۰     | ۱    | ۹     | ۴       | ۵+      | ۱۵     |
| گوانگ‌ژو اورگراند | ۶    | ۳   | ۱     | ۲    | ۹     | ۵       | ۴+      | ۱۰     |
| دائجو            | ۶    | ۳   | ۰     | ۳    | ۱۰    | ۶       | ۴+      | ۹      |
| ملبورن ویکتوری   | ۶    | ۰   | ۱     | ۵    | ۴     | ۱۷      | ۱۳–     | ۱      |

|            | گوانگ‌ژو.ا | دائجو | ملبورن.و | س.هیروشیما |
| ---------- | --------- | ----- | -------- | ---------- |
| گوانگ‌ژو.ا  | —         | ۰-۱   | ۰-۴      | ۲–۰        |
| دائجو      | ۳–۱       | —     | ۰-۴      | ۱-۰        |
| ملبورن.و   | ۱-۱       | ۱–۳   | —        | ۳-۱        |
| س.هیروشیما | ۰-۱       | ۰-۲   | ۲–۱      | —          |

### گروه G
| تیم                   | بازی | برد | مساوی | باخت | گل‌زده | گل‌خورده | تفاضل‌گل | امتیاز |
| --------------------- | ---- | --- | ----- | ---- | ----- | ------- | ------- | ------ |
| چونبوک هیوندای موتورز | ۶    | ۴   | ۱     | ۱    | ۷     | ۳       | ۴+      | ۱۳     |
| اوراوا رد دایموندز    | ۶    | ۳   | ۱     | ۲    | ۹     | ۴       | ۵+      | ۱۰     |
| بیجینگ گوان           | ۶    | ۲   | ۱     | ۳    | ۶     | ۸       | ۲-      | ۷      |
| بوریرام یونایتد       | ۶    | ۱   | ۱     | ۴    | ۳     | ۱۰      | ۷–      | ۴      |

|           | اوراوا رد | بیجینگ | چونبوک.م | بوریرام |
| --------- | --------- | ------ | -------- | ------- |
| اوراوا رد | —         | ۰-۳    | ۱-۰      | ۳–۰     |
| بیجینگ    | ۰–۰       | —      | ۱-۰      | ۰-۲     |
| چونبوک.م  | ۱-۲       | ۳–۱    | —        | ۰-۰     |
| بوریرام   | ۲-۱       | ۳-۱    | ۱–۰      | —       |

### گروه H
| تیم              | بازی | برد | مساوی | باخت | گل‌زده | گل‌خورده | تفاضل‌گل | امتیاز |
| ---------------- | ---- | --- | ----- | ---- | ----- | ------- | ------- | ------ |
| اولسان هیوندای   | ۶    | ۳   | ۲     | ۱    | ۵     | ۷       | ۲-      | ۱۱     |
| شانگهای اس‌آی‌پی‌جی | ۶    | ۲   | ۳     | ۱    | ۱۳    | ۸       | ۵+      | ۹      |
| کاوازاکی فرونتال | ۶    | ۲   | ۲     | ۲    | ۹     | ۶       | ۳+      | ۵      |
| سیدنی            | ۶    | ۰   | ۳     | ۲    | ۵     | ۱۱      | ۶–      | ۳      |

|          | سیدنی | کاوازاکی | شانگهای.ا | اولسان.ه |
| -------- | ----- | -------- | --------- | -------- |
| سیدنی    | —     | ۴-۰      | ۳-۳       | ۰–۰      |
| کاوازاکی | ۱–۰   | —        | ۲-۲       | ۲-۲      |
| شانگهای  | ۲-۲   | ۱–۰      | —         | ۰-۵      |
| اولسان   | ۰-۱   | ۰-۱      | ۱–۰       | —        |

## مرحله حذفی

### منطقه غرب
| تیم ۱   | نتیجه‌نهایی | تیم ۲  | بازی رفت | بازی برگشت |
| ------- | ---------- | ------ | -------- | ---------- |
| النصر   | ۴–۳        | الوحده | ۱–۱      | ۳–۲        |
| الاتحاد | ۶–۴        | ذوب‌آهن | ۲–۱      | ۴–۳        |
| الدحیل  | ۲–۴        | السد   | ۱–۱      | ۱–۳        |
| الاهلی  | ۳–۴        | الهلال | ۲–۴      | ۰–۱        |

### منطقه شرق
| تیم ۱              | نتیجه‌نهایی            | تیم ۲                 | بازی رفت | بازی برگشت |
| ------------------ | --------------------- | --------------------- | -------- | ---------- |
| کاشیما آنتلرز      | ۳–۳ (گل در خانه حریف) | سانفریس هیروشیما      | ۱–۰      | ۲–۳        |
| گوانگ‌ژو اورگراند   | ۴–۴ (۶–۵ پ)           | شاندونگ لیونگ         | ۲–۱      | ۲–۳ (و.ا.) |
| اوراوا رد دیاموندز | ۲–۴                   | اولسان هیوندای        | ۱–۲      | ۰–۳        |
| شانگهای اس‌آی‌پی‌جی   | ۲–۲ (۳–۵ پ)           | چونبوک هیوندای موتورز | ۱–۱      | ۱–۱ (و.ا.) |

### منطقه غرب
| تیم ۱   | نتیجه نهایی | تیم ۲  | بازی رفت | بازی برگشت |
| ------- | ----------- | ------ | -------- | ---------- |
| النصر   | ۳–۴         | السد   | ۲–۱      | ۱–۳        |
| الاتحاد | ۱–۳         | الهلال | ۰–۰      | ۱–۳        |

### منطقه شرق
| تیم ۱            | نتیجه نهایی | تیم ۲              | بازی رفت | بازی برگشت |
| ---------------- | ----------- | ------------------ | -------- | ---------- |
| شانگهای اس‌آی‌پی‌جی | ۳–۳         | اوراوا رد دیاموندز | ۲–۲      | ۱–۱        |
| گوانگ‌ژو اورگراند | ۱–۱         | کاشیما آنتلرز      | ۰–۰      | ۱–۱        |

### منطقه غرب
| تیم ۱ | نتیجه نهایی | تیم ۲  | بازی رفت | بازی برگشت |
| ----- | ----------- | ------ | -------- | ---------- |
| السد  | ۵–۶         | الهلال | ۱–۴      | ۴–۲        |

### منطقه شرق
| تیم ۱              | نتیجه نهایی | تیم ۲            | بازی رفت | بازی برگشت |
| ------------------ | ----------- | ---------------- | -------- | ---------- |
| اوراوا رد دیاموندز | ۳–۰         | گوانگ‌ژو اورگراند | ۲–۰      | ۱–۰        |

### فینال
| تیم ۱  | نتیجه‌نهایی | تیم ۲              | بازی رفت | بازی برگشت |
| ------ | ---------- | ------------------ | -------- | ---------- |
| الهلال | ۳–۰        | اوراوا رد دیاموندز | ۱–۰      | ۲–۰        |

## قهرمان
| قهرمان لیگ قهرمانان آسیا ۲۰۱۹ |
| ----------------------------- |
| الهلال                        |
| سومین قهرمانی                 |